# الحرب في فيتنام (1959–1963)
بدأت المرحلة الممتدة بين عامي 1959 و1963 من حرب فيتنام بعد أن اتخذ الفيتناميون الشماليون قرارًا حازمًا بالتدخل العسكري في حرب العصابات في جنوب فيتنام، فتسارعت التطورات، بين القرار الفيتنامي الشمالي لعام 1959 وحادثة خليج تونكين، التي أدت إلى تصعيد التورط الأمريكي فيها. رأى الشيوعيون الفيتناميون في ذلك مرحلة ثانية من ثورتهم، إذ حلت الولايات المتحدة حينها محل الفرنسيين.
بين اتفاقيات جنيف في عامي 1954 و1956، كانت الدولتان اللتان أنشأتهما المحادثات لا زالتا قيد التشكيل؛ كان لنفوذ القوى الكبرى، وخاصة فرنسا والولايات المتحدة، وبدرجة أقل الصين والاتحاد السوفيتي، تأثير كبير كأي شأنٍ داخلي. مما لا شك فيه أنه في عام 1957 – 1958، كانت هناك حركة عصابات مسلحة باكرة ضد حكومة ديم، شملت اغتيالات فردية ونزع ملكيات وتجنيد وحكومات ظل. كان الثوار من المتمردين الفيتناميين الجنوبيين أو الشماليين المستقرين هناك منذ مدة. في حين جرى تأكيد وجود اتصالات وربما توريدٍ للأسلحة من الشمال، فليس هناك أدلة تذكر على أي تمركز للوحدات الشمالية في الجنوب، على الرغم من احتمال تسلل المنظمين.
كان هناك تفشٍ للتمرد في جنوب فيتنام طوال الفترة الممتدة بين عامي 1954 و1960. يمكن أيضًا تبيان – ولكن ليس بشكل مؤكد – أن نظام ديم أبعد نفسه عن القطاعات المحلية واحدة تلو الأخرى والتي لربما قدمت له الدعم السياسي، وقد أخطأ بفداحة في برامجه الريفية. من شبه المؤكد أن هذه الظروف قد ولدت العداء تجاه الديكتاتورية الجنوبية، وكان من الممكن أن تؤدي إلى حركة مقاومة كبيرة حتى بدون مساعدة الفيتناميين الشماليين.
ليس هناك شك بوجود تنظيم «متخفٍ» تابع لاتحاد فيت مين بين عامي 1954 و1960، لكن من غير الواضح ما إذا كان قد وُجه لتولي العمليات القتالية حتى عام 1957 أو بعد ذلك. من المؤكد أنه كان قبل ذلك يجند القوات ويُجري التحضيرات.
في حين ازدادت حوادث حرب العصابات تدريجيًا، اتُخذت القرارات السياسية الرئيسية من قِبل الشمال في عام 1959. في بدايات هذه الفترة، كانت درجة الصراع في لاوس أكبر مما كانت عليه في جنوب فيتنام. في البداية، كان الانخراط المسلح للولايات المتحدة أكبر في لاوس، لكن في أواخر عام 1959 وأوائل عام 1960، ازداد نشاط المستشارين العسكريين والدعم الأمريكي المباشر والمستمر لجنود فيتنام الجنوبية، تحت السلطة العسكرية الأمريكية. أكد اعتراض الاتصالات في عام 1959 على بدء تنفيذ ممر هو تشي منه وعلى استعدادات القتال الأخرى. أعلنت فيتنام الشمالية دعمها الرسمي للمتمردين الشيوعيين في جنوب فيتنام. أنشأت القوات الشيوعية في جنوب فيتنام الجبهة الوطنية لتحرير فيتنام الجنوبية (فيت كونغ). في الوقت نفسه، ساعدت الولايات المتحدة النظام الفيتنامي الجنوبي في تنفيذ استراتيجيته الحربية. رغم هذه المساعدة، استمرت انتصارات القوات الشيوعية في ساحة المعركة، وخاضت عدة حملات كبيرة بجوار المدن الكبرى. لم يتمكن ديم من السيطرة على الأزمة السياسية وأُطيح به من قِبل مجلس الجيش الثوري (تشير بعض الوثائق من كلا الجانبين إلى أن الولايات المتحدة هي التي أعطت الضوء الأخضر لهذا الانقلاب). بعد عدة سنوات من الفوضى، وصلت حكومة نغو دينه ديم إلى نهايتها في عام 1963، ثم وقعت فيتنام الجنوبية في أزمة إدارية.

## استراتيجيات متنافسة
في أبريل 1959، شُكل في الجنوب فرع من اللاو دونغ (الحزب الشيوعي الفيتنامي)، الذي كان هو تشي منه أمينه العام منذ 1956، وازداد النشاط الشيوعي السري. بدأ قسمٌ من قوات فيت مين البالغ قوامها 90,000، والتي عادت إلى الشمال بعد اتفاقيات جنيف، بالتسلل مرة أخرى إلى الجنوب لتولي مناصب قيادية في الجهاز الإداري للتمرد. كانت الأنشطة الرئيسية في المرحلة الأولى من هذا التمرد عبارة عن مظاهرات جماهيرية، تخللتها هجمات متفرقة على مواقع معزولة. بدأت الانتفاضات التي قادها الشيوعيون في عام 1959 في دلتا نهر ميكونغ المنخفض والمرتفعات الوسطى مما أدى إلى إنشاء مناطق محررة، بما في ذلك منطقةٌ تشمل نحو 50 قرية في محافظة كوانغ ناي. في المناطق الخاضعة للسيطرة الشيوعية في عام 1959، أسس المتمردون حكومتهم الخاصة، وفرضوا الضرائب، ودربوا القوات، وشيدوا أشغالًا دفاعية، وقدموا التعليم والرعاية الطبية. من أجل توجيه وتنسيق السياسات الجديدة في الجنوب، كان من الضروري تجديد جهاز قيادة الحزب وتشكيل جبهة موحدة جديدة.
انخرطت فيتنام الشمالية، في مايو 1959، بحرب في الجنوب؛ هذا ما أكدته الاتصالات الاستخباراتية. كان ديم، قبل تلك المرحلة بفترة طويلة، يوجه الضغط باستمرار نحو معاداة عامة للشيوعية، ولكن من غير الواضح تمامًا إلى أي مدى اعتُبر هذا الأمر تهديدًا حقيقيًا، وماهية الفكرة الجوهرية التي برر من خلالها توجيهاته. كانت تلك التوجيهات، إلى جانب صد معظم مقاومة السكان الأصليين بحلول عام 1959، تُبعد بشكل واضح حكومة ديم عن شرائح كبيرة من سكان الجنوب. كانت الحكومة تسيء إدارة الإصلاحات الريفية بشكل كبير وتُبرز تأكيدها على قاعدة قواتها في المدن، التي لربما كان لها تمرد مستقل. لكن من الواضح أن فيتنام الشمالية كانت تستغل هذا الشرخ. ومع ذلك، لم تستشف الولايات المتحدة الكثير من التهديد، حتى مع وجود معلومات استخباراتية بتشكيل منظومة الإمدادات العسكرية للتسلل. اتضح تقديم أدلة دامغة – اتصالات استخباراتية حول المنظمة التي تبني ممر هو تشي منه – تفيد بتورط هانوي في الصراع المتنامي. ومع ذلك، لم تدرك الولايات المتحدة حتى عام 1960 أن ديم كان في خطر، وأن تنظيم ديم لم يكن مناسبًا للتعامل مع المشاكل، وقدمت أول «خطة لمكافحة التمرد في فيتنام (سي آي بّي)».